# کازیمودو
کازیمودو (به فرانسوی: Quasimodo) یک شخصیت داستانی و شخصیت اصلی رمان گوژپشت نتردام نوشته ویکتور هوگو در سال ۱۸۳۱ است. کازیمودو ناقوس زن بد ظاهر و خمیده پشت نوتردام است.

## کازیمودو در رمان
گوژپشت زشت‌رو، بینی چهار وجبی، دهان نعل اسبی، یک زگیل درشت بالای چشم راست، دهان لب شکری، … با حالتی شگفت زده و اندوهناک …

## فیلم‌شناسی
لیست بازیگرانی که در نقش کازیمودو در طول سال‌ها در فیلم‌های بر اساس رمان گوژپشت نتردام بازی کرده‌اند، عبارتند از:
| بازیگر              | نسخه فیلم                                               |
| ------------------- | ------------------------------------------------------- |
| هنری ورینز          | در فیلم با عنوان اسمرلدا (۱۹۰۵)                         |
| آنری کروس           | گوژپشت نوتردام (۱۹۱۱)                                   |
| گلن وایت            | فیلمی با عنوان محبوب پاریس (۱۹۱۷)                       |
| بوت کانوی           | فیلمی با عنوان اسمرلدا (۱۹۲۲)                           |
| لان چینی            | فیلم ۱۹۲۳                                               |
| چارلز لوتن          | فیلم ۱۹۳۹                                               |
| آنتونی کوئین        | فیلم ۱۹۵۶                                               |
| پیتر وودتروپ (صدا)  | انیمیشن سریالی ۱۹۶۶                                     |
| وارن کلارک          | فیلم تلویزیونی ۱۹۷۷                                     |
| آنتونی هاپکینز      | فیلم تلویزیونی ۱۹۸۲                                     |
| تام بورلینزون (صدا) | انیمیشن ۱۹۸۶                                            |
| دانیل براکو (صدا)   | سریال انیمیشن تلویزیونی ماجراهای جادویی کازیمودو (۱۹۹۶) |
| تام هولس (صدا)      | انیمیشن دیزنی ۱۹۶۶                                      |
| مندی پتینکین        | فیلم تلویزیونی ۱۹۷۷                                     |
| گارو                | تئاتر موزیکال ۲۰۰۲–۱۹۹۷                                 |
| پاتریک تیمسیت       | تقلید طنزگونه کازیمودوی پاریس (۱۹۹۹)                    |
| مایکل اردن          | تئاتر موزیکال ۲۰۱۵–۲۰۱۴                                 |